# Diplomeris josephii
Diplomeris josephii är en orkidéart som beskrevs av A.Nageswara Rao och Monkombu Sambasivan Swaminathan. Diplomeris josephii ingår i släktet Diplomeris och familjen orkidéer.
Artens utbredningsområde är Arunachal Pradesh. Inga underarter finns listade i Catalogue of Life.